# Felsritzungen von Tennes

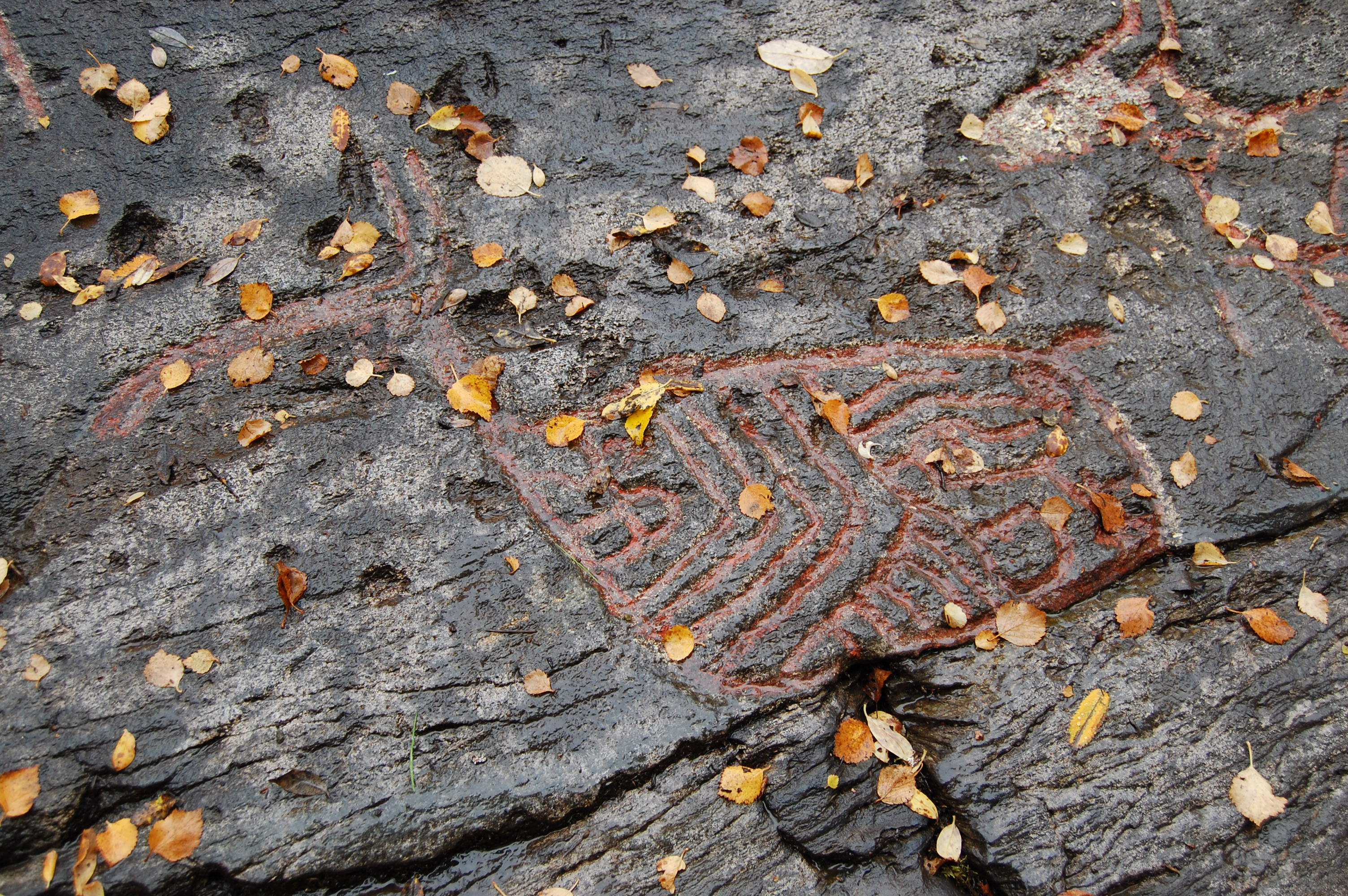
Felsritzungen von Tennes

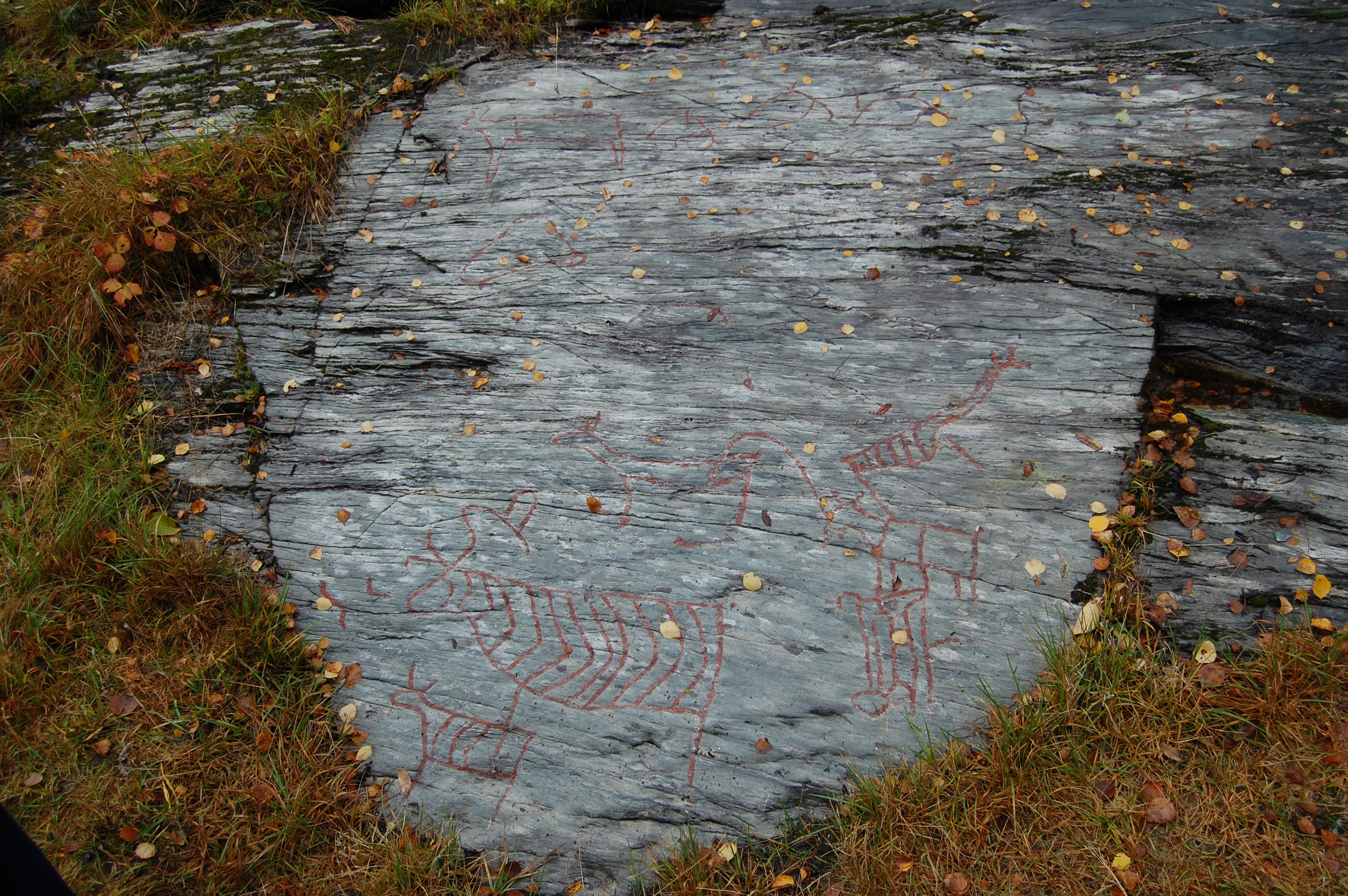
Felsritzungen von Kirkely

Die Felsritzungen von Tennes (norwegisch Helleristningene på Tennes) liegen in Balsfjord, im Fylke Troms in Norwegen. Sie enthalten Figuren der prähistorischen Felskunst der nordischen Jägerkultur und waren die ersten ihrer Art, die in Skandinavien entdeckt wurden. Die ältesten wurden auf 4600 und die jüngsten auf etwa 2600 v. Chr. datiert. Sie befinden sich etwa 20 Meter über dem Meeresspiegel.

## Entdeckung
Die Felsritzungen wurde 1799 zum ersten Mal in den Reiseberichten von Martin Vahl (1747–1804) erwähnt, der ein Rentier in Balsfjord beschrieb. Vahl war der erste Botaniker, der Nordnorwegen besuchte. Seine Notizen gerieten jedoch bis 1913, als Mitarbeiter des Botanischen Gartens der Universität Kopenhagen die Notizen durcharbeiteten, in Vergessenheit. Zu dieser Zeit hatte die Archäologie begonnen, sich für Petroglyphen zu interessieren. Der Befund veranlasste den schwedischen Archäologen Gustaf Hallström (1880–1962) nach Balsfjord zu reisen, um die Felsritzungen zu finden.
Um die Ritzung am 70 km langen Fjord zu finden, nutzte Hallström die Erkenntnis, dass ein Reisender im 18. Jahrhundert auf einem der zehn großen Bauernhöfe am Balsfjord gewohnt haben musste. Einer der Höfe war Tennes, wo die Einheimischen Vahls Zeichnung wiedererkannten. Sie führten Hallström nach Bukkhammaren, wo sie fünf weitere Tierfiguren fanden. Einige hundert Meter weiter, in Gråbergan, fanden sie weitere. Zu dieser Zeit waren dies die nördlichsten Felsritzungen der Welt.
1938 zeigte eine Frau im örtlichen Strickkreis die Bücher, in denen die Felsritzungen beschrieben wurden. Tordis Larsen, von der benachbarten Farm, wurde dadurch inspiriert und fand kurz darauf auf dem Larsenhof das heute als Kirkely bekannte Feld mit etwa 40 Figuren, das Feld mit den meisten Figuren.

## Beschreibung

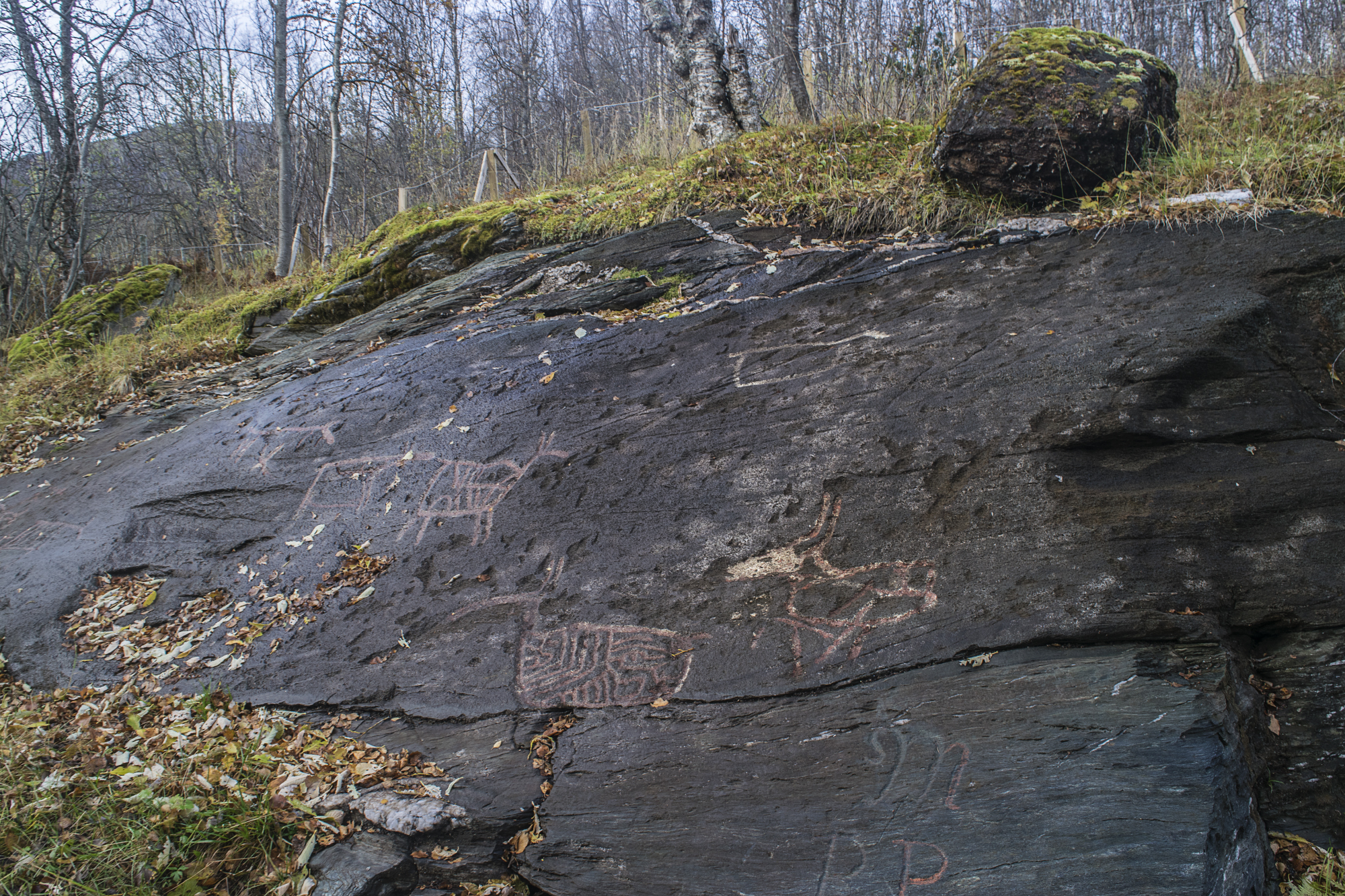
Bukkhammaren

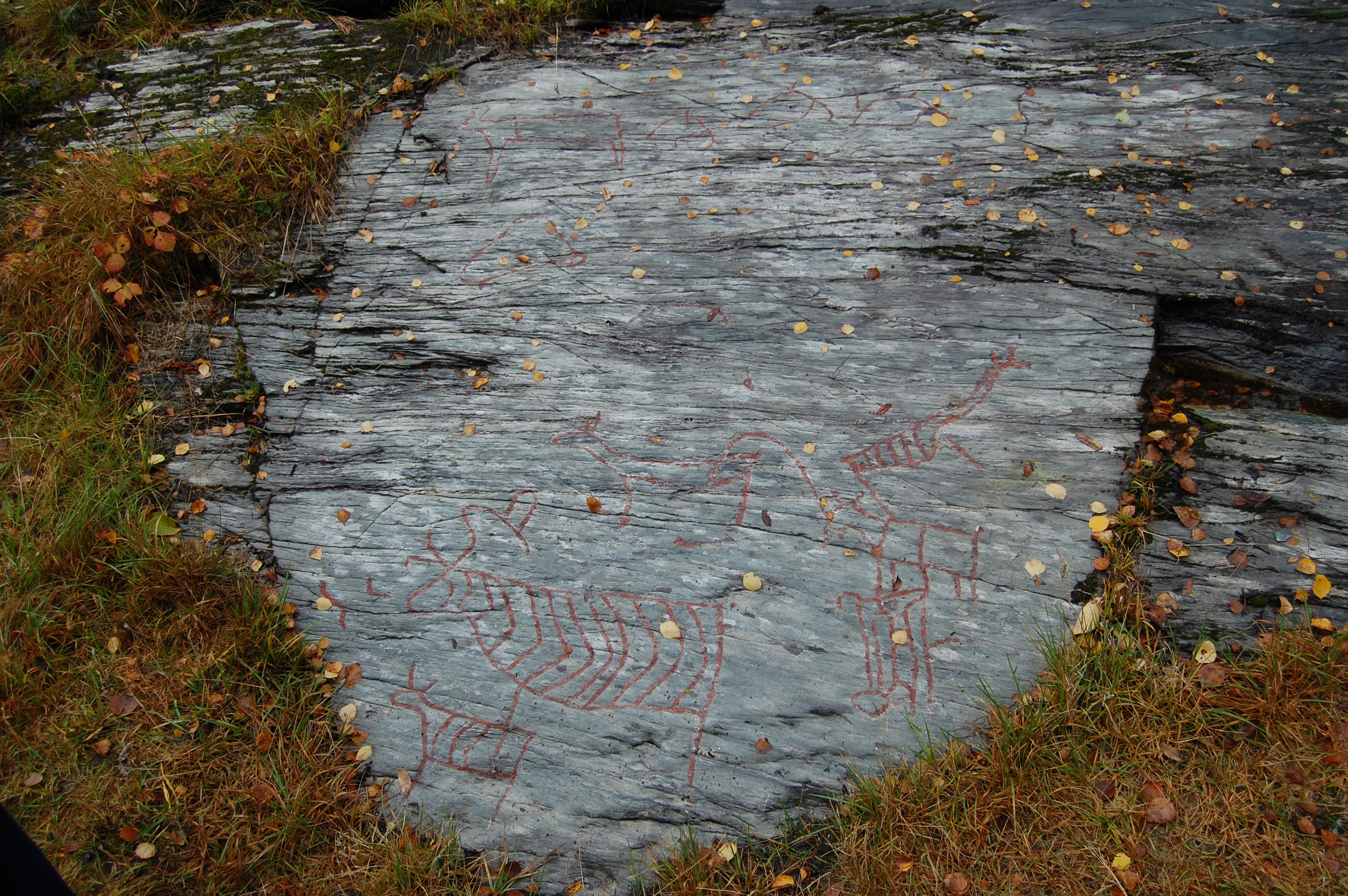
Kirkely

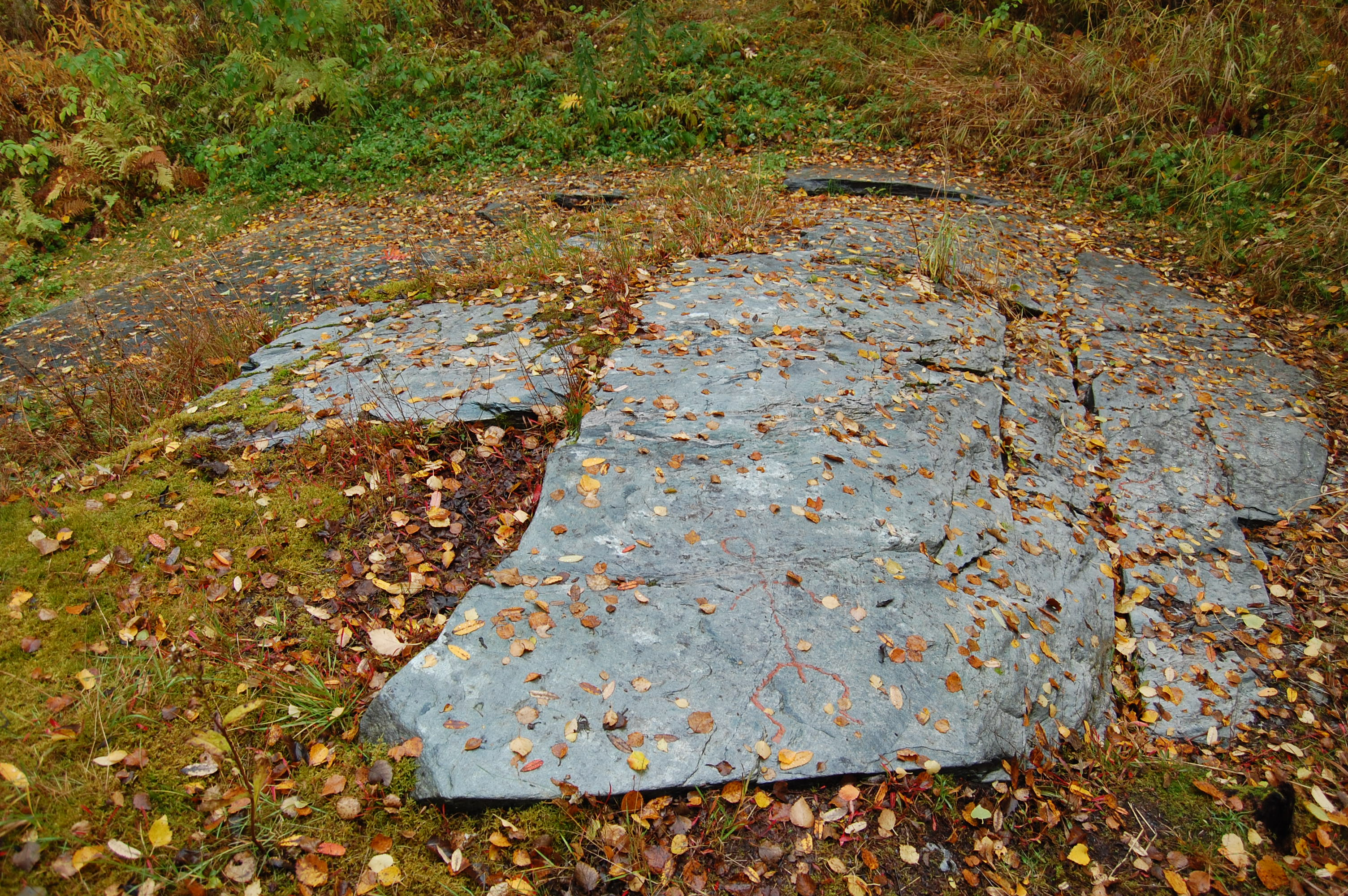
Gråbergan

Es gibt, verteilt auf die drei Felder „Bukkhammaren“, „Gråbergan“ und „Kirkely“, etwa 60 Figuren.
Die ältesten Figuren befinden sich auf Bukkhammaren. Sie wurden auf 4600 v. Chr. datiert. Es gibt in Bukkhammaren nur sechs Figuren, fünf davon sind Elche, die in dieselbe Richtung blicken. Die sechste Figur ist unbestimmt. Die größte misst 1,1 m.
Die 40 Figuren von Kirkely stammen aus etwa 2700 v. Chr. und bestehen aus Meeres- und Landtieren (eine seltene Kombination in Nordnorwegen). 14 sind Elche oder Rentiere. Die größte Figur ist ein Rentier mit einer Länge von etwa 1,2 m. 13 Figuren sind Schweinswale. Es gibt außerdem eine schlangenähnliche Figur, eine Schälchengruppe (norwegisch Skålgrop), zwei Personen in Booten und einige nicht identifizierbare Figuren.
Die 19 Figuren von Gråbergan stammen von etwa 2600 v. Chr. Sie zeigen zwei Personen und 17 Landtiere. Die Größe der Figuren reicht von 1 cm bis 20 cm. Die Tiere scheinen so platziert zu sein, dass sich jene Tiere, die sich zwischen Meer und Festland bewegen, näher am Meer befinden, während die Festlandtiere wie Bären und Elche weiter vom Meer entfernt sind.
Die Funde zeigen, dass in der Steinzeit Menschen auf Tennes lebten. Sie waren Jäger, die während der Spätsteinzeit saisonal zwischen verschiedenen Wohnplätzen wanderten. Tennes war vielleicht ein Treffpunkt für die Menschen, die auf dem Festland, an der Küste und auf den Inseln lebten.